# Du meine Seele, singe
Das geistliche Loblied Du meine Seele, singe wurde 1653 von Paul Gerhardt in Anlehnung an Psalm 146 gedichtet. Die Melodie, mit der das Lied seit Ende des 19. Jahrhunderts gesungen wird, schrieb Johann Georg Ebeling 1666 für einen anderen Text. Du meine Seele, singe hatte ursprünglich zehn Strophen, die den zehn Versen des Psalms entsprechen, diese jedoch frei erweitern und auslegen. Im Evangelischen Gesangbuch (Nr. 302) wurden die ursprünglichen Strophen 2 und 3 weggelassen. Das Lied gehört zu den beliebtesten und meistbearbeiteten Gesangbuchliedern.

## Text
| Liedtext (Evangelisches Gesangbuch [Strophen 2 und 3 Erstdruck]) | Psalm 146 (Luther 2017) |

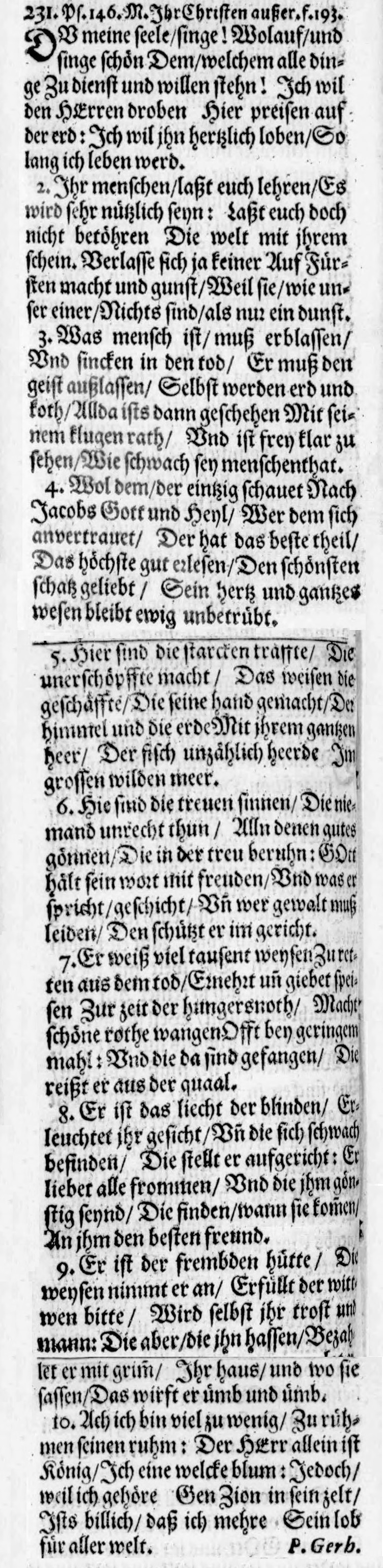
Erstdruck des Textes, Praxis Pietatis Melica 1653

| 1. Du meine Seele, singe, wohlauf und singe schön dem, welchem alle Dinge zu Dienst und Willen stehn. Ich will den Herren droben hier preisen auf der Erd; ich will ihn herzlich loben, solang ich leben werd.                                  | Halleluja! Lobe den Herrn, meine Seele! Ich will den Herrn loben, solange ich lebe, und meinem Gott lobsingen, solange ich bin. |
| [2. Ihr menschen / laßt euch lehren / Es wird sehr nützlich seyn: Laßt euch doch nicht betöhren Die welt mit jhrem schein. Verlasse sich ja keiner Auf Fürsten macht und gunst / Weil sie / wie unser einer / Nichts sind / als nur ein dunst.] | Verlasset euch nicht auf Fürsten; sie sind Menschen, die können ja nicht helfen.                                                |
| [3. Was mensch ist / muß erblassen / Vnd sincken in den tod / Er muß den geist außlassen / Selbst werden erd und koth / Allda ists dann geschehen Mit seinem klugen rath / Vnd ist frey klar zu sehen / Wie schwach sey menschenthat.]          | Denn des Menschen Geist muss davon, und er muss wieder zu Erde werden; dann sind verloren alle seine Pläne.                     |
| 2. [4.] Wohl dem, der einzig schauet nach Jakobs Gott und Heil! Wer dem sich anvertrauet, der hat das beste Teil, das höchste Gut erlesen, den schönsten Schatz geliebt; sein Herz und ganzes Wesen bleibt ewig unbetrübt.                      | Wohl dem, dessen Hilfe der Gott Jakobs ist, der seine Hoffnung setzt auf den Herrn, seinen Gott,                                |
| 3. [5.] Hier sind die starken Kräfte, die unerschöpfte Macht; das weisen die Geschäfte, die seine Hand gemacht: der Himmel und die Erde mit ihrem ganzen Heer, der Fisch unzähl’ge Herde im großen wilden Meer.                                 | der Himmel und Erde gemacht hat, das Meer und alles, was darinnen ist;                                                          |
| 4. [6.] Hier sind die treuen Sinnen, die niemand Unrecht tun, all denen Gutes gönnen, die in der Treu beruhn. Gott hält sein Wort mit Freuden, und was er spricht, geschicht; und wer Gewalt muss leiden, den schützt er im Gericht.            | der Treue hält ewiglich, der Recht schafft denen, die Gewalt leiden,                                                            |
| 5. [7.] Er weiß viel tausend Weisen, zu retten aus dem Tod, ernährt und gibet Speisen zur Zeit der Hungersnot, macht schöne rote Wangen oft bei geringem Mahl; und die da sind gefangen, die reißt er aus der Qual.                             | der die Hungrigen speiset. Der Herr macht die Gefangenen frei.                                                                  |
| 6. [8.] Er ist das Licht der Blinden, erleuchtet ihr Gesicht, und die sich schwach befinden, die stellt er aufgericht’. Er liebet alle Frommen, und die ihm günstig sind, die finden, wenn sie kommen, an ihm den besten Freund.                | Der Herr macht die Blinden sehend. Der Herr richtet auf, die niedergeschlagen sind. Der Herr liebt die Gerechten.               |
| 7. [9.] Er ist der Fremden Hütte, die Waisen nimmt er an, erfüllt der Witwen Bitte, wird selbst ihr Trost und Mann. Die aber, die ihn hassen, bezahlet er mit Grimm, ihr Haus und wo sie saßen, das wirft er um und um.                         | Der Herr behütet die Fremdlinge und erhält Waisen und Witwen; aber die Gottlosen führt er in die Irre.                          |
| 8. [10.] Ach ich bin viel zu wenig, zu rühmen seinen Ruhm; der Herr allein ist König, ich eine welke Blum. Jedoch weil ich gehöre gen Zion in sein Zelt, ist’s billig, dass ich mehre sein Lob vor aller Welt.                                  | Der Herr ist König ewiglich, dein Gott, Zion, für und für. Halleluja!                                                           |